# 前1560年代
| 千纪： | 前2千纪 |
| 世纪： | 前17世纪 \| 前16世纪 \| 前15世纪                                                                                     |
| 年代： | 前1590年代 \| 前1580年代 \| 前1570年代 \| 前1560年代 \| 前1550年代 \| 前1540年代 \| 前1530年代                       |
| 年份： | 前1569年 \| 前1568年 \| 前1567年 \| 前1566年 \| 前1565年 \| 前1564年 \| 前1563年 \| 前1562年 \| 前1561年 \| 前1560年 |

## 重要事件及趋势
- 根据古今本《竹书纪年》，此时大约为商朝沃丁、大庚、小甲在位时
- 公元前1567年——古埃及：埃及第十五王朝、埃及第十六王朝、埃及第十七王朝的结束，埃及第十八王朝开始。

## 重要人物
- 雅赫摩斯一世，埃及第十八王朝第一任法老 (1570–1546 BC).
- 流便，雅各的儿子（公元前1568年–公元前1445年）